# Marston's Stadium
Marston's Stadium är en fotbollsarena i Hinckley, Leicestershire, England. Den var hemmaplan för Hinckley United FC fram tills den upplöstes i oktober 2013. Den är numera hemmaplan för the Leicester Falcons American Football team.

## Historia
När den nybildade fotbollsklubben Hinckley United började spela sina matcher 1997 spelade man på Middlefield Lane. Fastän den klarade kraven för spel i  Southern Football League och Conference North så var den gammal och det skulle krävas mycket arbete för att uppgradera den till en ännu högre standard. Hinckley United arbetade under två år med finansiering, ordna mark och att bygga den nya stadion och 2005 var fas 1 färdig. Marston's Brewery skrev på ett 10-årigt sponsoravtal för arenan och den kom därför att kallas Marston's Stadium. Avtalet upplöstes i förtid i december 2008, klubben presenterade en ny sponsor Greene King Brewery i januari 2009 och stadion döptes då om till the Greene King Stadium. Det avtalet avslutades när säsongen 2012-13 var slut och stadion döptes då om till Leicester Road Stadium.
Totalt omfattar anläggningen 22 acres och inkluderar 3 planer i fullstorlek, 2 planer som har ¾ dels storlek, 3 planer som är halvplan och en allvädersplan med belysning. Anläggningens stora juvel Marston's Stadium, som kan ta 4329 åskådare är byggd för fotboll, har ett gym, en idrottsskadeklinik och en klubb.
Den första matchen spelades den 5 mars 2005 mot Stalybridge Celtic. Matchen slutade 1-1 inför över 2.000 åskådare.
- Fas 1 färdig 2005, the Main Stand, The East Stand och the North Stand.
- Fas 2 färdig 2007, the Junior och allvädersplanens omklädningsrum vid the West End.
- Fas 3 kommer att omfatta 400 sittplatser under tak vid West End.
- Fas 4 om det behövs byggs ståplatsläktarna ut för att öka kapaciteten till 6.000 åskådare.